# Ramon Farran Mestanza
Ramon Farran Mestanza (Barcelona 1912 - 2001) fou directiu de tennis taula català.
Esportista polifacètic, de jove va practicar diversos esports, especialment el rem al Reial Club Marítim de Barcelona, el tennis al Reial Club de Polo i el tennis taula al London Club de Barcelona i al Calella Ping-Pong Club, que ell mateix havia fundat el 1930 i del qual va ser nomenat president. L'any 1934, juntament amb altres directius de diversos clubs barcelonins, formà una comissió encarregada de redactar els estatuts de la Federació Catalana de Ping Pong, antecedent de la Federació Catalana de Tennis de Taula, de la qual fou el primer president (1935-39). També treballà en la creació de la federació espanyola, l'any 1936, a Barcelona. El 1983 crea un trofeu amb el seu nom per promocionar les categories inferiors. Fou president d'honor del Club Tennis Taula Calella, membre honorífic de la Federació Catalana de Tennis de Taula i rebé la insígnia d'or de la federació barcelonina, i la de plata, de la gironina. Rebé la medalla de Forjadors de la Història Esportiva de Catalunya el 1989.